# هارفي اندروز
هارفي اندروز (بالإنجليزية: Harvey Andrews)‏ هو مغني بريطاني، ولد في 7 مايو 1943 في Stechford ‏ في المملكة المتحدة.

## وصلات خارجية
- هارفي اندروز على موقع IMDb (الإنجليزية)
- هارفي اندروز على موقع ميوزك برينز (الإنجليزية)
- هارفي اندروز على موقع ديسكوغز (الإنجليزية)